# Lagarde-Paréol
Lagarde-Paréol è un comune francese di 309 abitanti situato nel dipartimento della Vaucluse della regione della Provenza-Alpi-Costa Azzurra.

## Società

### Evoluzione demografica
Abitanti censiti